# Hélio Leitão
Hélio das Chagas Leitão, ou apenas Hélio Leitão, (Picos, 8 de agosto de 1914 – Fortaleza, 28 de setembro de 1976) foi um comerciante, servidor público e político brasileiro, outrora deputado estadual pelo Piauí.

## Dados biográficos
Filho de Joaquim das Chagas Leitão e Anisia Ferreira Nunes Leitão. Primeiro escrivão da Mesa de Rendas de Picos, foi comerciante de peças e acessórios automobilísticos através da Auto Picoense (Irmãos Leitão Ltda.). Membro da UDN desde 1945, venceu a eleição para deputado estadual em 1947 e ficou na primeira suplência em 1950, sendo efetivado três anos depois, quando Alberto Silva renunciou para dirigir a Estrada de Ferro Central do Piauí, mas não se reelegeu no pleito seguinte.
Patrono da cadeira 18 da Academia de Letras da Região de Picos, fundada em 22 de outubro de 1989.